# Magic Beyond Words: The J. K. Rowling Story
Magic Beyond Words: The J.K. Rowling Story é um filme biográfico, produzido pela Lifetime, sobre a vida de J.K. Rowling, autora dos livros da série Harry Potter.
O filme é uma produção independente, não foi exibido nos cinemas e estreou diretamente em canais de televisão Universal Channel.

## Sinopse
O filme mostra a trajetória de Joanne Rowling, desde sua infância até o lançamento do primeiro filme baseado em seu livros, Harry Potter e a Pedra Filosofal. A criação da história do bruxo mirim, no entanto, permanece em segundo plano, uma vez que o filme é focado em aspectos até então pouco conhecidos da vida da escritora: o seu primeiro casamento em Portugal, o conturbado relacionamento com seu pai e o período de pobreza e depressão que viveu antes de seu primeiro romance ser publicado. O filme não foi autorizado por Joanne Rowling.
O filme é protagonizado por Poppy Montgomery (Without a Trace, Blonde). Fã declarada da série, a atriz falou ao site de entretenimento Zap2it sobre a experiência de interpretar um de seus maiores ídolos:
| “ | O filme é uma história bonita e inspiradora. Você pode ter tido uma vida difícil e ainda assim transformar seus sonhos em realidade; o segredo é ter sempre força de vontade e determinação. | ” |

## Elenco
- Poppy Montgomery - JK Rowling adulta
- Madison Desjarlais - JK Rowling aos 17 anos
- Aislyn Watson - JK Rowling aos 8 anos
- Emily Holmes - Diane Rowling
- Antonio Cupo - Jorge Arantes
- Janet Kidder - Anne Rowling
- Andy Maton - Christopher Little
- Paul McGillion - Pete Rowling
- Sarah Desjardins - Diane Rowling adolescente
- Greigh Laschuk - Neil Murray
- Sophia Bosley - Jessica Rowling bebê
- Chloe Johnson - Jessica Rowling criança